# Moša Pijade
Moša Pijade (Мoшa Пиjaдe) ps. „Milovan Popović”, „Čiča Janko” (ur. 4 stycznia 1890 w Belgradzie, zm. 15 marca 1957 w Paryżu) – serbski i jugosłowiański działacz robotniczy, socjalistyczny i komunistyczny.

## Życiorys
Pochodził z rodziny Żydów Sefardyjskich, osiadłej w Serbii w XIX wieku, był synem kupca Samuela Pijade (Piade). W latach 1906–1909 studiował sztuki piękne w Monachium i w Paryżu. Po powrocie do kraju malował i zajmował się krytyką sztuki. W 1919 porzucił działalność artystyczną i zaczął wydawać pismo związkowe Slabodna Rec. Od stycznia 1920 był członkiem Socjalistycznej Partii Robotniczej Jugosławii, która w tym samym roku przekształciła się w Komunistyczną Partię Jugosławii (KPJ). W 1921 KPJ zdelegalizowano, a większość jej kierownictwa aresztowano. Pijade w tym najtrudniejszym okresie stanął na czele partii. Był także jednym z organizatorów Niezależnej Partii Robotniczej Jugosławii, która działała od 1923 i była przybudówką KPJ.
Aresztowany w 1925 przez policję i skazany na 14 lat więzienia. Karę odbywał w Sremskiej Mitrovicy i w więzieniu Lepoglava. Tam też poznał przyszłych przywódców KPJ, z Josipem Broz Titą na czele. Uwolniony z więzienia w kwietniu 1939, rozpoczął nielegalną działalność polityczną w Czarnogórze. Po ataku Niemiec hitlerowskich na ZSRR rozpoczął na terenie Czarnogóry organizowanie partyzantki komunistycznej. W 1941 ponownie aresztowany i osadzony w więzieniu w Bileci. Po jego opuszczeniu znalazł się w gronie najbliższych współpracowników Tity, a w listopadzie 1943, na zjeździe założycielskim AVNOJ w Jajcach, został wybrany jej wiceprzewodniczącym.
Po zakończeniu II wojny światowej Pijade zasiadł w Biurze Politycznym KPJ, a także pełnił funkcję wiceprzewodniczącego parlamentu. W 1948, kiedy doszło do kryzysu w stosunkach między Jugosławią a ZSRR w pełni poparł stanowisko Tity, stając się od tego czasu jednym z głównych teoretyków jugosłowiańskiej drogi do socjalizmu. Po odsunięciu Milovana Dżilasa w 1954 objął po nim stanowisko przewodniczącego Zgromadzenia Narodowego. Zmarł na atak serca w czasie odbywania podróży dyplomatycznej. Pochowany w Belgradzie, w Alei Zasłużonych na Kalemegdanie.
By pierwszym tłumaczem Kapitału Karla Marksa na język serbsko-chorwacki. Spośród 120 obrazów, które namalował w swoim życiu, większość zaginęła.

## Odznaczenia
- Order Bohatera Ludu
- Krzyż Komandorski z Gwiazdą Orderu Odrodzenia Polski (1946)[1]